# Eugen Ludwig Hannibal von Delitz
Eugen Ludwig Hannibal von Delitz (31 tháng 1 năm 1820 tại Berlin – 22 tháng 3 năm 1888 tại Potsdam) là một sĩ quan quân đội Phổ, đã được thăng đến cấp Thiếu tướng. Ông từng tham gia cuộc Chiến tranh Bảy tuần chống Áo năm 1866 và cuộc chiến tranh chống Pháp vào các năm 1870 – 1871.

## Tiểu sử

### Thân thế
Eugen sinh vào tháng 1 năm 1820, là con trai của Ferdinand Eugen von Delitz (3 tháng 9 năm 1787 tại Temnik, Kreis Saatzig – 15 tháng 10 năm 1855 tại Neuruppin) với vợ của ông này là Adelheid, nhũ danh Vogel von Falckenstein (8 tháng 12 năm 1799 tại Breslau – 23 tháng 8 năm 1880 tại Neuruppin). Cha của ông là một Đại tá đã về hưu của Trung đoàn Bộ binh số 21.

### Sự nghiệp quân sự
Thời trẻ, Delitz học Trung học Chính quy (Gymnasium) tại Stargard ở Hinterpommern (Đông Pommern), tiếp theo đó ông học trường Trung học Chính quy Kölln tại Berlin. Đến ngày 1 tháng 4 năm 1839, ông gia nhập Tiểu đoàn Bắn súng trường Cận vệ của quân đội Phổ với vai trò là lính tình nguyện một năm (Einjährig-Freiwilliger). Năm sau (1840), ông được phong cấp hàm Thiếu úy trong Trung đoàn Phóng lựu Hoàng đế Franz. Ba năm sau (1843), ông được chỉ định vào Tiểu đoàn Trừ bị Cận vệ Tổng hợp. Năm 1844, ông đi thực tập ở Xưởng đại bác Potsdam trong vòng 5 tháng. Theo yêu cầu của bản thân, ông được giải ngũ khỏi lực lượng thường trực vào năm 1847 và chuyển sang Tiểu đoàn II (Lissa) Trung đoàn Dân quân Cận vệ 3. Năm sau (1848), ông chiến đấu trong chiến dịch chống Đan Mạch. Tiếp theo đó, ông được điều vào Tiểu đoàn II (Koblenz) Trung đoàn Dân quân Cận vệ 4 kể từ tháng 5 năm 1845 đến tháng 9 năm 1849. Trong năm 1849, ông tham gia trấn áp cuộc nổi dậy ở Baden, chiến đấu trong các trận đánh ở Kirchheim-Bolanden, Neudorf và Kuppenheim.
Do tài năng phác thảo mà Delitz để thể hiện khi ông vẽ phác họa các chiến địa, ông được bổ nhiệm vào các cơ quan Đo đạc Địa hình ở Eilenburg và Lützen vào năm 1849. Ba năm sau, ông được thăng quân hàm Trung úy vào ngày 11 tháng 5 năm 1852. Tháng 3 năm 1853, ông được chỉ định vào cơ quan Đo đạc Địa hình ở Querfurt. Hai tháng sau, ông lại chuyển sang Cơ quan Đo đạc địa hình tại Berlin vào tháng 10. Sau khi được thăng chức Đại úy vào ngày 10 tháng 3 năm 1855, ông được điều đến viện thiếu sinh quân ở Berlin vào ngày 1 tháng 5 năm 1855 để làm giảng viên tại đây trong vòng một năm. Vào ngày 15 tháng 8 năm 1859, ông được đổi sang bộ phận Dân quân Cận vệ của Tiểu đoàn Dân quân Hamm. Bốn năm sau, ông được lên cấp bậc Thiếu tá và lãnh chức Chỉ huy trưởng Trung đoàn Phóng lựu Cận vệ 2 Hoàng đế Franz vào ngày 10 tháng 2 năm 1863.
Trong cuộc Chiến tranh Bảy tuần chống Áo, ông tham gia chiến đấu trong các trận đánh ở Soor và Alt Rognitz vào ngày 28 tháng 6, cùng với trận Königgrätz vào ngày 3 tháng 7. Ngày 20 tháng 9 năm 1866, ông được trao tặng Huân chương Vương miện hạng III đính kèm Thanh gươm. Vào cuối năm 1866, ông được thăng chức Thượng tá. Mùa hè năm 1869, ông trở thành Đại tá và Chỉ huy trưởng Trung đoàn Bộ binh 15.
Trong chiến dịch đánh Pháp vào các năm 1870 – 1871, ông đã tham chiến trong các trận đánh ở Colombey ngày 14 tháng 8 (Thập tự Sắt hạng II) và Gravelotte-St. Privat ngày 18 tháng 8, cùng với cuộc vây hãm Metz và các trận đánh lẻ tẻ ở Jussy, Mercy le Haut, Marrac, Marnay, Bryens và Vorges. Vào tháng 3 năm 1871, ông được tặng thưởng Huân chương Thập tự Sắt hạng I.
Bảy tháng sau, Delitz nhậm chức Thống lĩnh Minden tại Westfalen vào tháng 10. Đến năm 1873, ông lên cấp hàm Thiếu tướng. Vào ngày 12 tháng 12 năm 1874, ông giải ngũ, đồng thời được tặng thưởng Huân chương Đại bàng Đỏ hạng II kèm theo Bó sồi.
Vào tháng 12 năm 1882, Delitz là thành viên Hội đồng Quản trị của tổ chức Quốc gia tri ân (tiếng Đức: Nationaldanks) dành cho thương binh, và giữ cương vị Phó Chủ tịch Hội đồng Quản trị cho cố Thiếu tướngc Freiherr von Eberstein. Ông từ trần ở Potsdam vào tháng 3 năm 1888.

### Gia đình
Vào ngày 29 tháng 6 năm 1845, Delitz thành hôn với Luise Schöning (5 thang 1 năm 1826 tại Berlin – 25 tháng 5 năm 1902 ở Bad Grund tại Oberharz) ở Sakrow. Cuộc hôn nhân đã đem lại cho họ hai người con trai. Người con trưởng là Thiếu úy quân đội Phổ, đã bị thương trong trận đánh ở Le Bourget và mất tại một bệnh viện dã chiến ở Pháp do hậu quả của vết thương vào năm 1870. Người con thứ hai, sinh vào ngày 23 tháng 9 năm 1855, từng là Thiếu úy trong Trung đoàn Phóng lựu Cận vệ 2, sau này ông định cư ở Chile.
Eugen von Delitz là cháu trai của Berend Ludwig von Delitz.